# Danilo (Šibenik)
Danilo je mjesto 15 kilometara udaljeno od središta Šibenika.
U mjestu je djelovala Područna škola Danilo, koju su pohađali učenici nižih razreda iz Danila i Danila Kraljice. Nakon završetka 4. razreda, učenici bi prelazili u Osnovnu školu Vrpolje.
U mjestu se nalazi crkva Svetog Danijela, prema kojoj je mjesto i dobilo ime.

## Povijest
Prva arheološka nalazišta datiraju još iz doba neolitika (7. tisućljeće pr. Kr.), kada nastaje danilska kultura koju karakteriziraju lijepo oblikovane keramičke posude geometrijskih ukrasa. Danilska se kultura prepoznaje po ritonu – ukrašenoj posudi na četiri noge s velikom ručkom za nošenje koja se koristila u obredima. 
U 4. stoljeću pr. Kr. područje Danila naseljavaju pripadnici Ilirskog plemena Dalmata, i osnivaju naselje Rider.

## Stanovništvo

### Kretanje broja stanovnika za Danilo
| broj stanovnika | 432   | 472   | 435   | 316   | 405   | 580   | 920   | 1084  | 789   | 849   | 838   | 770   | 622   | 508   | 417   | 376   | 319   |
|                 | 1857. | 1869. | 1880. | 1890. | 1900. | 1910. | 1921. | 1931. | 1948. | 1953. | 1961. | 1971. | 1981. | 1991. | 2001. | 2011. | 2021. |

Stanovništvo je uglavnom hrvatsko, rimokatoličko.

## Poznate osobe
- Velimir Kljaić, rukometaš, bivši trener hrvatske reprezentacije
- Stipe Kljaić, povjesničar